# Charmosyna amabilis
Il lorichetto golarossa (Charmosyna amabilis (Ramsay, 1875) è un uccello della famiglia degli Psittaculidi, endemico delle isole Figi.

## Descrizione
Ha taglia attorno ai 18 cm, piumaggio verde e bavaglio che dal becco scende su collo, gola fino al petto, segnato da un tratto rosso; i calzoni sono rossi e il sottocoda giallognolo segnato di rosso.

## Conservazione
La IUCN Red List classifica C. amabilis come specie in pericolo critico di estinzione (Critically Endangered).